# Przestrzeń Johnsona-Lindenstraussa
Przestrzeń Johnsona-Lindenstraussa – pierwszy przykład przestrzeni Banacha, która nie jest WCG, ale jej przestrzeń sprzężona jest WCG. Nazwa przestrzeni pochodzi od nazwisk W.B. Johnsona i J. Lindenstrussa, którzy podali jej konstrukcję w 1974.

## Konstrukcja
Niech {\displaystyle {\mathcal {B}}} będzie rodziną mocy continuum złożoną z podzbiorów zbioru liczb naturalnych o tej własności, że dla dowolnych dwóch różnych {\displaystyle A,B\in {\mathcal {B}}} część wspólna {\displaystyle A\cap B} jest skończona. Niech {\displaystyle V} będzie podprzestrzenią liniową przestrzeni {\displaystyle \ell _{\infty }} generowaną przez podprzestrzeń c0 oraz rodzinę funkcji charakterystycznych zbiorów z rodziny {\displaystyle {\mathcal {B}}.} Każdy element {\displaystyle x} przestrzeni {\displaystyle V} ma zatem jednoznaczne przedstawienie w postaci skończonej sumy
|  |  | {\displaystyle x=y+\sum _{k=1}^{n}a_{A_{k}}\mathbf {1} _{A_{k}}} |  | (1) |

dla pewnych {\displaystyle y\in c_{0},} zbiorów {\displaystyle A_{1},\dots ,A_{n}\in {\mathcal {B}}} oraz skalarów {\displaystyle a_{A_{1}},\dots ,a_{A_{n}}.} Wzór
{\displaystyle \|x\|_{\mathrm {JL} _{2}}=\max {\big \{}\|x\|_{c_{0}},{\Big (}\sum _{k=1}^{n}|a_{A_{k}}|^{2}{\Big )}^{\tfrac {1}{2}}{\big \}}}
określa normę w przestrzeni {\displaystyle V.} Przestrzeń Johnsona-Lindenstraussa {\displaystyle \mathrm {JL} _{2}} to uzupełnienie przestrzeni unormowanej {\displaystyle (V,\|{\cdot }\|_{\mathrm {JL} _{2}}).} Powyższa definicja zależy od wyboru rodziny {\displaystyle {\mathcal {B}}} jednak niezależenie od doboru {\displaystyle {\mathcal {B}},} przestrzeń {\displaystyle \mathrm {JL} _{2}} nie będzie WCG w przeciwieństwie do przestrzeni sprzężonej {\displaystyle \mathrm {JL} _{2}^{*}.} Rzeczywiście, przestrzeń {\displaystyle c_{0}} jest (izometryczna z) podprzestrzenią {\displaystyle \mathrm {JL} _{2}.} Niech {\displaystyle x\in V} będzie dany wzorem (1). Wówczas
{\displaystyle \|x\|_{\mathrm {JL} _{2}}\geqslant {\Big (}\sum _{k=1}^{n}|a_{A_{k}}|^{2}{\Big )}^{\tfrac {1}{2}}=\|(a_{A})_{A\in {\mathcal {B}}}\|_{\ell _{2}({\mathfrak {c}})}.}
Ponieważ każde dwa zbiory {\displaystyle A,B\in {\mathcal {B}}} mają skończoną część wspólną, istnieje taki element {\displaystyle z} o skończonym nośniku (czyli {\displaystyle z\in c_{0}}), że
{\displaystyle \|z+\sum _{k=1}^{n}a_{A_{k}}\mathbf {1} _{A_{k}}\|=\max _{i\leqslant n}|a_{A_{i}}|,}
czyli norma ilorazowa klasy abstrakcji {\displaystyle x} w {\displaystyle \mathrm {JL} _{2}/c_{0}} wynosi
{\displaystyle \|[x]\|_{\mathrm {JL} _{2}/c_{0}}=\|(a_{A})_{A\in {\mathcal {B}}}\|_{\ell _{2}({\mathfrak {c}})}.}
Przechodząc do elementów w uzupełnieniu {\displaystyle V,} można wywnioskować, że
{\displaystyle \mathrm {JL} _{2}/c_{0}\cong \ell _{2}({\mathfrak {c}}).}

## Przestrzeń sprzężona do JL2
Dla każdej liczby naturalnej {\displaystyle n} funkcjonał {\displaystyle e_{n}} określony wzorem
{\displaystyle \langle e_{n},x\rangle =x(n)\quad (x\in \mathrm {JL} _{2})}
jest liniowy i ciągły. Ponadto, zbiór {\displaystyle \{e_{n}\colon n=1,2,3,\dots \}} jest liniowo gęsty w {\displaystyle \mathrm {JL} _{2}^{*},} czyli *-słaba topologia w {\displaystyle \mathrm {JL} _{2}^{*}} jest ośrodkowa. Ośrodkowość {\displaystyle \mathrm {JL} _{2}^{*}} w *-słabej topologii wynika również z faktu, że operator inkluzji {\displaystyle T\colon \mathrm {JL} _{2}\to \ell _{\infty }} jest ciągły oraz operator sprzężony {\displaystyle T^{*}\colon \ell _{\infty }^{*}\to \mathrm {JL} _{2}^{*}} jest ciągły względem *-słabych topologii. Istotnie, {\displaystyle \mathrm {JL} _{2}^{*}} jest obrazem poprzez {\displaystyle T^{*}} przestrzeni {\displaystyle \ell _{\infty }^{*},} która jest ośrodkowa w *-słabej topologii (z twierdzenia Goldstine’a wynika, że {\displaystyle \ell _{1}} jest *-słabo gęste w {\displaystyle \ell _{\infty }^{*};} z ośrodkowości {\displaystyle \ell _{1}} wynika ośrodkowość {\displaystyle \ell _{\infty }^{*}} w *-słabej topologii). W szczególności, każdy zbiór słabo zwarty w {\displaystyle \mathrm {JL} _{2}} jest ośrodkowy. Oznacza to, że {\displaystyle \mathrm {JL} _{2}} nie jest WCG, gdyż jest nieośrodkowa ponieważ zawiera nieprzeliczalny zbiór dyskretny (na przykład, rodzina funkcji charakterystycznych zbiorów z rodziny ℬ jest nieprzeliczalnym zbiorem dyskretnym).
Istnieje izomorfizm
|  |  | {\displaystyle \mathrm {JL} _{2}^{*}\cong \ell _{1}\oplus \ell _{2}({\mathfrak {c}}).} |  | (2) |

Rzeczywiście, niech
{\displaystyle 0\longrightarrow c_{0}\longrightarrow \mathrm {JL} _{2}\longrightarrow \ell _{2}({\mathfrak {c}})\longrightarrow 0}
będzie krótkim ciągiem dokładnym, w którym {\displaystyle c_{0}\to \mathrm {JL} _{2}} jest operatorem inkluzji oraz {\displaystyle \mathrm {JL} _{2}\to \ell _{2}(c)} jest przektszałceniem ilorazowym na {\displaystyle \mathrm {JL} _{2}/c_{0}\cong \ell _{2}(c).} Ciąg dualny
{\displaystyle 0\longrightarrow \ell _{2}({\mathfrak {c}})\longrightarrow \mathrm {JL} _{2}^{*}\longrightarrow \ell _{1}\longrightarrow 0}
jest również dokładny. Ponieważ {\displaystyle \ell _{1}} jest projektywną przestrzenią Banacha, ciąg ten się rozszczepia, tzn. zachodzi wzór (2). Przestrzeń {\displaystyle \mathrm {JL} _{2}^{*},} jako suma dwóch przestrzeni WCG (przestrzeń ośrodkowej i przestrzeni refleksywnej), jest WCG.